# On the Floor
Az On the Floor Jennifer Lopez hetedik, 2011-ben megjelent Love? című stúdióalbumáról megjelent egyik kislemeze címe. A dalt Bilal Hajji, Kinda Hamid, Gonzalo G. Hermosa, Gonzalo U. Hermosa, Achraf Janussi, Armando C. Perez, Geraldo Sandell és a producer, RedOne írta. A zene stílusa felgyorsított dance-pop, electropop, house. Pitbull, egy híres rapper énekli a vokálokat. Ráadásként szerepel benne Kaoma 1989-ben megjelent Lambada kislemezének a dala, latin tempóban. A produkció hasonlít Lopez's bemutatkozó kislemezére, ("If You Had My Love") (1999) és a millenniumban slágernek számító kislemezére ("Waiting for Tonight") (2000). A videófelvétel közben Lopez bemutathatta, hogy az éneklés és a tánc világában is otthonosan mozog.
Az énekesnőnek az On the Floor az első, a Island Def Jam Music Group által kiadott lemeze. Eddig tíz éven keresztül az Epic Records csoportjával dolgozott közösen. Ez a Love? első olyan kislemeze, melyet az Island Records ad ki. Pitbull és Lopez ezelőtt egyszer, a lemez promóciós kislemezén, a Fresh Out the Oven címűn dolgozott együtt. A kislemez épp akkor jelent meg, mikor Lopez az American Idol 10. fordulójában zsűritag volt. Először az On Air with Ryan Seacrest műsorban szerepelt 2011. január 18. Itt pozitív kritikát kapott. A dalt a főbb és a ritmusos zenéket játszó kisebb rádió állomásoknak is megküldték. Digitálisan letölthető változatát 2011. február 1. óta értékesítik.

## Háttér
Jennifer Lopez hetedik stúdióalbumának első kislemeze a Louboutins volt amelyet még az énekesnő korábbi lemezkiadója az Epic Records adott ki. A kislemez nem nyerte el a kívánt sikert, így a dal csak a Billboard Hot Dance Club Songs toplistán szerepelt az első helyen. Az énekesnő ezt követően távozott az Epic Recordstól mondván, hogy ő teljesítette kötelezettségeit és új albumát egy másik lemezkiadóval fogja megjelentetni. Jennifer Lopez az Island Def Jam Music Group segítségével folytathatta munkálatait, az új album elkészítésében továbbra is partnerei maradtak The-Dream és Tricky Stewart és egy új segítséget is kapott maga mellé a producer-dalszövegíró RedOne-t is. Az énekesnő még 2011 januárjában bejelentette hivatalos Twitter oldalán, hogy a Love? album vadonatúj kislemeze az On the Floor lesz amely RedOne közreműködésével fog elkészülni február elejére. Ezt követően 2011. január 16-án kiszivárgott a Rap-Up.com online oldalon keresztül az On the Floor befejezetlen változata. Pár nappal később kiderült, hogy a vadonatúj kislemezen Pitbull fog rappelni aki már szerepelt együtt Jennifer Lopez-el a Fresh Out the Oven 2009-es promóciós kislemezen amely a Billboard Hot Dance Club Songs toplista élén debütált.

## Dal és összetétele
Az On the Floor egy tempós táncdal, megjelenik benne a dance-pop, electropop és az electro-house amelyet RedOne biztosít. Tartalmaz továbbá szintetizátor által kibocsátott eurodance, latin és techno zenei elemeket. A dal eleje és a Kaoma által énekelt Lambada dal eleje. A Lambada dalból továbbá felhasználták a dal refrénjét a 2011-es feldolgozáshoz az On the Floor-hoz. A dalban 130 ütés található percenként.

## Kritikai fogadtatás
A dal pozitív kritikákat kapott. Bill Lamb kritikus 4 csillagosra értékelte a dalt az About.com weboldalon, valamint azt is kifejezte, hogy mennyire egzotikusnak tartja az énekesnő új dalát. Kat DeLuna énekesnő rajongói viszont azt állították, hogy az énekesnő dala nagyon hasonlít a latin énekesnő Kat DeLuna 2010-es dalára a Party O'Clock-ra.

## Slágerlistás helyezések
A dal már 2011. február 12-én, az első héten felkerült a kanadai Hot 100 toplista 86-ik helyére majd később február 22-ig egyre szebb eredményeket ért el. A dal Szlovákiában az első héten a 16. helyen debütált, majd 2011. március 7-ig feltornázta magát az első helyre. Belgiumban négy hét alatt a flandriai és vallóniai toplisták élén helyezkedett el a dal. Mint Franciaországban, mint Ausztráliában az On the Floor a toplisták első helyén szerepelt.

## A kislemez dalai
| - Digitális letöltés 1. "On the Floor" (featuring Pitbull) – 3:51 - Digitális letöltés – spanyol remix 1. Ven a Bailar (On the Floor) (featuring Pitbull) – 4:52 - Digitális kislemez 1. On the Floor (Radio Edit) - 3:51 2. On the Floor (CCW Club Mix) – 6:26 3. On the Floor (Ralphi's Jurty Club Vox) – 8:43 4. On the Floor (Music video) - 4:27 - CD kislemez 1. On the Floor - 3:51 2. On the Floor (Low Sunday Club Remix) – 6:22 | - Digitális középremixlemez 1. On the Floor (CCW Radio Mix) – 3:44 2. On the Floor (Low Sunday Radio Edit) – 3:51 3. On the Floor (Ralphi's Jurty Radio Edit) – 3:57 4. On the Floor (Mixin Marc & Tony Svejda La to Ibiza Radio Edit) – 3:16 5. On the Floor (CCW Club Mix) – 6:26 6. On the Floor (Low Sunday Club) – 6:22 7. On the Floor (Ralphi's Jurty Club Vox) – 8:43 8. On the Floor (Mixin Marc & Tony Svejda La to Ibiza Mix) – 6:40 9. On the Floor (CCW Dub Mix) – 6:07 10. On the Floor (Low Sunday Dub) – 6:37 11. On the Floor (Ralphi's Jurty Dub) – 8:43 12. On the Floor (Mixin Marc & Tony Svejda La to Ibiza Dub) – 5:36 |

## Helyezések és minősítések

### Helyezések
| Országok (2011)                     | Csúcspozíció |
| ----------------------------------- | ------------ |
| Ausztrál kislemezlista              | 1            |
| Osztrák kislemezlista               | 1            |
| Belga kislemezlista (Flandria)      | 1            |
| Belga kislemezlista (Vallónia)      | 1            |
| Kanadai kislemezlista               | 1            |
| Cseh kislemezlista                  | 4            |
| Dán kislemezlista                   | 3            |
| Francia kislemezlista               | 1            |
| Finn kislemezlista                  | 1            |
| Magyar kislemezlista                | 4            |
| Görög kislemezlista                 | 1            |
| Ír kislemezlista                    | 1            |
| Olasz kislemezlista                 | 1            |
| Holland kislemezlista               | 7            |
| Új-Zélandi kislemezlista            | 3            |
| Norvég kislemezlista                | 1            |
| Román kislemezlista                 | 1            |
| Skót kislemezlista                  | 1            |
| Szlovák kislemezlista               | 1            |
| Spanyol kislemezlista               | 1            |
| Svéd kislemezlista                  | 1            |
| Svájci kislemezlista                | 1            |
| Brit kislemezlista                  | 1            |
| US Billboard Hot 100                | 5            |
| US Hot Dance Club Songs (Billboard) | 1            |
| US Pop Songs (Billboard)            | 11           |

### Minősítések
| Ország                    | Tanusító   | Minősítés  |
| ------------------------- | ---------- | ---------- |
| Ausztrália                | ARIA       | 2× Platina |
| Olaszország               | FIMI       | Arany      |
| Új-Zéland                 | RIANZ      | Arany      |
| Spanyolország             | PROMUSICAE | Arany      |
| Svédország                | GLF        | Arany      |
| Svájc                     | AG         | Arany      |
| Amerikai Egyesült Államok | RIAA       | Platina    |

## Rádió premierek és kiadási dátumok
|                           |                   |                                        |                 |
| Ország                    | Dátum             | Formátum                               | Kiadó           |
| Amerikai Egyesült Államok | 2011. január 18.  | Hivatalos rádió premier                | Island Records  |
| Egyesült Királyság        | 2011. január 28.  | Hivatalos rádió premier                | Mercury Records |
| Amerikai Egyesült Államok | 2011. január 8.   | Mainstream, Rhythmic airplay           | Island Records  |
| Amerikai Egyesült Államok | 2011. február 11. | Remix EP (Masterbeat.com online)       | Island Records  |
| Ausztrália                | 2011. február 18. | digitális letöltés                     | Universal Music |
| Írország                  | 2011. február 18. | digitális letöltés                     | Universal Music |
| Norvégia                  | 2011. február 21. | digitális letöltés                     | Universal Music |
| Spanyolország             | 2011. február 21. | Digital download, Remixes EP           | Universal Music |
| Svájc                     | 2011. február 21. | digitális letöltés                     | Universal Music |
| Ausztria                  | 2011. február 22. | digitális letöltés                     | Universal Music |
| Belgium                   | 2011. február 22. | digitális letöltés, Remixes EP         | Universal Music |
| Kanada                    | 2011. február 22. | digitális letöltés                     | Universal Music |
| Finnország                | 2011. február 22. | digitális letöltés                     | Universal Music |
| Franciaország             | 2011. február 22. | digitális letöltés                     | Universal Music |
| Németország               | 2011. február 22. | digitális letöltés                     | Universal Music |
| Olaszország               | 2011. február 22. | digitális letöltés                     | Universal Music |
| Svédország                | 2011. február 22. | digitális letöltés, Remixes EP         | Universal Music |
| Amerikai Egyesült Államok | 2011. február 22. | digitális letöltés                     | Island Records  |
| Svájc                     | 2011. február 24. | Remixes EP                             | Universal Music |
| Írország                  | 2011. február 25. | digitális kislemez                     | Universal Music |
| Hollandia                 | 2011. február 25. | digitális letöltés, Remixes EP         | Universal Music |
| Németország               | 2011. március 11. | kislemez                               | Universal Music |
| Egyesült Királyság        | 2011. március 27. | digitális letöltés, digitális kislemez | Mercury Records |

## Fordítás
Ez a szócikk részben vagy egészben  az   On the Floor című angol Wikipédia-szócikk fordításán alapul.  Az eredeti cikk szerkesztőit annak laptörténete sorolja fel. Ez a jelzés csupán a megfogalmazás eredetét és a szerzői jogokat jelzi, nem szolgál a cikkben szereplő információk forrásmegjelöléseként.

## Linkek
- On the Floor. YouTube hivatalos zenei video a YouTube-on / Vevo